# Czarna Hańcza

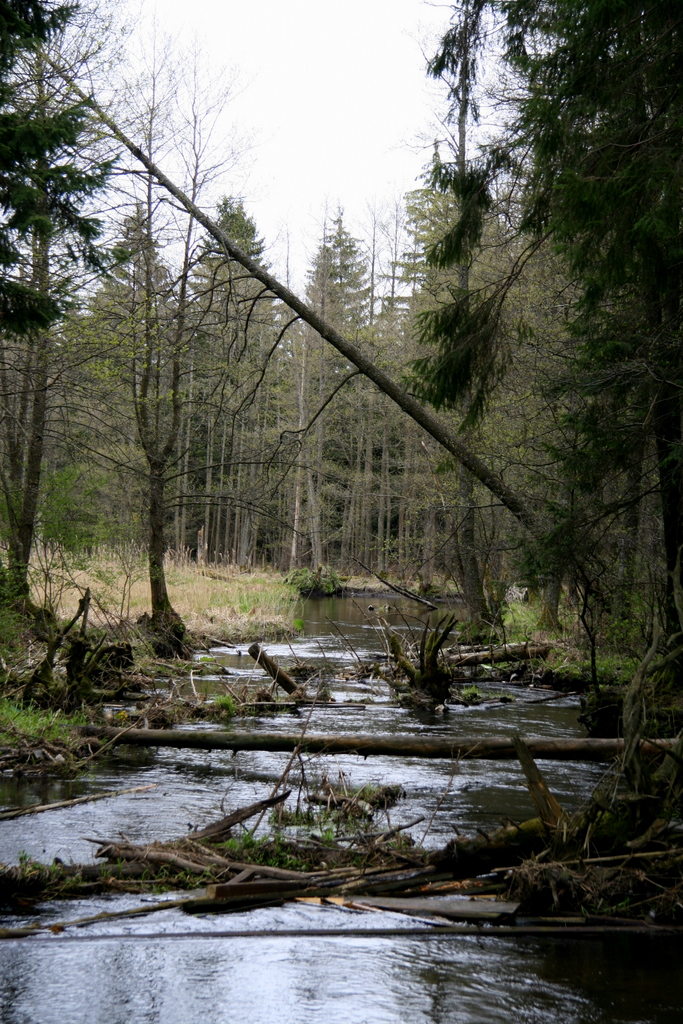
Il fiume Czarna Hańcza

Czarna Hańcza è il fiume più lungo della regione di Suwałki, nella Polonia nord-orientale. È conosciuto perché presenta parecchie rocce post-glaciali.
È affluente del fiume Nemunas.